# Parc-nature du Cap-Saint-Jacques
Cet article possède un paronyme, voir Cap Saint-Jacques.
Le parc-nature du Cap-Saint-Jacques est un grand parc de Montréal sis de part et d'autre de la rivière des Prairies. La partie sud fait partie de l'arrondissement Pierrefonds-Roxboro alors que la partie nord appartient à L'Île-Bizard–Sainte-Geneviève. Avec ses 330 hectares, il est le plus grand parc sur l'île de Montréal.

## Toponyme
« On ne connaît pas vraiment l'origine du nom Cap Saint-Jacques, mais on sait qu'il était déjà en usage en 1731 puisqu'il est utilisé dans l'aveu et dénombrement de l'île de Montréal pour désigner ce vaste terrain, alors non concédé. Tout au plus peut-on avancer l'hypothèse que cette appellation rappelle Jacques Bizard (1642-1692) à qui fut concédée en 1678, l'île Bizard, qui devait porter plus tard son nom ».

## Description
Le parc du Cap-Saint-Jacques occupe une superficie de 330 hectares, sur une péninsule s'avançant dans la rivière des Prairies. Il est composé principalement d’érablières à sucre et d’érablières argentées et c’est un endroit vraiment bucolique, calme et paisible.
|  |

Deux bâtiments d’intérêt historique sont situés dans le parc. Ce sont la Maison Brunet, bâtie vers 1835 et le Château Gohier, érigé vers 1916.
On y retrouve aussi une ferme écologique, une plage l'été et une cabane à sucre.
Il est prévu de le fusionner avec le futur Grand Parc de l'Ouest.